# اعتقادگرایی
سوگیری شناختی اعتقادگرایی (به انگلیسی: Belief Bias) تمایلی است ذهنی که در آن فرد هر استدلال را با توجه به باورپذیری نتایجش قضاوت می‌کند به جای اینکه قدرت استدلال را بررسی کند. به بیان دیگر اعتقادگرایی باعث می‌شود فرد در ارزیابی استدلال‌های مختلف فقط به این نکته توجه کند که نتایج هر استدلال چقدر با باورها و اعتقادات شخصی وی همخوانی دارد.
معنای این پدیده این است که افراد اغلب استدلالی را می‌پذیرند که با باورهای‌شان سازگار است بی‌آنکه حتی منطقی بودن دلایل را در نظر بگیرند. در این حالت فرد تمایل دارد استدلالی را حتی اگر منطقی و عقلانی باشد، در صورتی که خارج از نظام ارزشی او باشد، رد کند.
اعتقادگرایی اجازه نمی‌دهد افراد منطقی فکر کنند زیرا فقط به نتایج استدلال تکیه می‌کنند و وقتی نتایج خارج از باورهایشان است، کل استدلال را نادیده می‌گیرند.
دانش هر فرد مجموعه‌ای است از حقایق و اعتقادات فردی. مسئله این است که شخص در مراجعه به دانش شخصی خود برای کدام وزن بیشتری قائل است.